# Instituto Nacional de Lenguas Indígenas
Instituto Nacional de Lenguas Indígenas ("Nationellt institut för inhemska språk"), oftast förkortat INALI, är ett federalt institut i Mexiko vars uppgift är att dokumentera, skydda och promota dem inhemska ursprungsspråken i Mexiko. Institutet är grundad den 13 mars 2003..
Enligt INALI:s katalog finns det 68 olika ursprungsspråk och elva olika språkfamiljer. Arbetet infördes 2008. Sedan det har INALI också tagit ansvar över revitaliseringen av statens ursprungsspråk..
Sedan 2017 har institutet letts av Juan Gregorio Regino. Han är en tvåspråkig poet som skriver på spanska och mazatec..